# Azmi Bishara
Azmi Bishara (em árabe:  عزمي بشارة‎; em hebraico:  עזמי בשארה‎; nascido em Nazaré, 22 de julho de 1956) é um intelectual público, filósofo político e escritor israelense. Foi membro do parlamento de Israel (Knesset) de 1996 a 2007  e secretário-geral do partido Aliança Nacional Democrática, mais conhecido como Balad, integra a minoria árabe de Israel, sendo oriundo de uma família cristã, embora não seja religioso. 
Ameaçado de prisão em Israel, sob suspeita de colaborar com o inimigo em tempos de guerra, atualmente vive no Catar.

## Biografia
Quando estudante secundarista, fundou, em 1974, o Comité Nacional dos Estudantes Árabes do Ensino Secundário e a União dos Estudantes Árabes.
Graduou-se em Direito e Filosofia (1977-1980) na Universidade Hebraica de Jerusalém. Obteve o título de doutor em Filosofia, pela Universidade Humboldt de Berlim, em 1986, com a tese Methodology in the Kapital of Karl Marx: The Myth of the Unity between the Logical and the Historical. De regresso a Israel e Territórios Ocupados, tornou-se professor na Universidade de Birzeit, na Cisjordânia. Em 1991, fundou o Instituto Palestiniano para o Estudo da Democracia - Muwatin (atual Instituto para a Democracia e Direitos Humanos Muwatin),  em  Ramallah. Também fundou, juntamente com colegas israelenses, o jornal de ciências sociais Theory and Criticism. Bishara também trabalhou como pesquisador senior, no Van Leer Institute de Jerusalem - um centro de estudos interdisciplinares.  
Foi um dos fundadores do partido Balad, formação política secular de esquerda que advoga que Israel não deve ser um estado judeu, mas um estado laico, Estado dos cidadãos. Bishara é  crítico do sionismo. Foi eleito para o parlamento pela primeira vez em 1996. Em 1999 tornou-se o primeiro cidadão árabe a concorrer ao cargo de primeiro-ministro de Israel, mas retirou a sua candidatura um dia antes da eleição. 
Em novembro de 2001, a Knesset retirou sua imunidade parlamentar por delito de opinião. Ele havia organizado uma viagem para os árabes israelenses que desejavam rever seus parentes refugiados na Síria, pela primeira vez, desde a criação de Israel. Foi o primeiro parlamentar israelense destituído da sua imunidade parlamentar.
No dia 7 de julho de 2004, em companhia do Arquimandrita Atallah Hannah (mais tarde, bispo da Igreja Ortodoxa de Jerusalém), de Cheikh Taysser Tamimi (juiz principal do tribunal islâmico), de Michel Warschawski (ativista israelense pela paz) e de palestinos das várias tendências políticas, iniciou uma greve de fome em protesto contra a construção do muro de separação em Jerusalém.
Em uma entrevista concedida em 2005, Azmi Bishara declarou que uma reconciliação histórica entre palestinos e judeus não pode ser reduzida ao reconhecimento oficial da injustiça sofrida pelo povo palestino. Para ele, é necessário, em primeiro lugar, que Israel reconheça o direito do povo palestino à autodeterminação e aceite a existência de um Estado em parte da Palestina histórica. Além disso, o problema dos refugiados deve ser resolvido, primeiramente reconhecendo a injustiça que foi cometida contra eles e, depois, fazendo o mínimo para repará-la, reconhecendo os vínculos entre os refugiados e suas aldeias. Por sua vez, os palestinos devem contribuir para essa reconciliação histórica por meio de sua disposição - que, segundo Bichara, já existe - de reconhecer que os judeus foram perseguidos na Europa. Os palestinos também devem reconhecer que agora existe uma identidade nacional judaico-israelense que também tem direito à autodeterminação.
Em 2007, Bishara foi interrogado pela polícia israelense, sob suspeita de ajudar e passar informações ao inimigo em tempos de guerra, manter contatos com agente estrangeiro e  receber de grandes somas de dinheiro transferidas do exterior, além de lavagem de  dinheiro recebido de fontes estrangeiras. Ele negou as acusações e disse que faziam parte de um esforço para puni-lo por ter-se oposto à invasão do Líbano por Israel, no verão anterior. Em seguida, ameaçado de prisão, Bishara deixou Israel  e, em 22 de abril de 2007, renunciou à Knesset  por intermédio da Embaixada de Israel no Cairo. 
Desde então, instalou-se no Qatar e obteve a nacionalidade catari. Atua como acadêmico e pesquisador no Arab Center for Research and Policy Studies, sediado em Al Daayen. Ele também ajudou a estabelecer Al-Araby Al-Jadeed, uma agência de notícias pan-árabe sediada em Londres, de propriedade da empresa catari Fadaat Media.
Em 2017, Bichara anunciou  deixaria a atuação política direta, passando a dedicar-se integralmente à produção intelectual. 

## Trabalhos publicados
- من يهودية الدولة حتى شارون Min yahudiyat al-dawla hata Sharon ("From the Jewishness of the State to Sharon") (2005),[12]
- The Ruptured Political Discourse and Other Studies (Arabic, 1998)
- Dois romances de uma planejada trilogia: The Checkpoint (2004) em árabe: وجد في بلاد الحواجز[13] traduzido em hebraico,[14] em alemão,[15] e Love in the Shadow Zone (2005).[16]

Em árabe
- On the Democratic Option: Four Critical Studies Republicado pelo Center for Arab Unity Studies, Líbano, 1993 (com Burhan Ghalioun, George Giacaman e Said Zeedani)
- Civil Society and Democratic Change in Palestinian Society 1995
- A Critical Perspective on Palestinian Democracy 1995 (com Musa Budeiri, Jamil Hilal, George Giacaman e Azmi Bishara)
- A Contribution to the Critique of Civil Society 1996
- The Ruptured Political Discourse and other Studies 1998
- The Site of Meaning: Essays from the First Year of the Intifada 2002
- In the Wake of the Israeli Invasion: Issues of Palestinian National Strategy 2002
- Theses on a Deferred Awakening 2003
- من يهودية الدولة حتى شارون Min yahudiyat al-dawla hata Sharon ("From the Jewishness of the State to Sharon")  2005 [17]
- The Elements of Democracy Series. Editor: Dr Azmi Bishara

Em inglês
- "Religion and Democracy", in: Naftali Rothenberg e Eliezer Schweid, eds. Jewish Identity in Modern Israel, Jerusalem & New York 2002: Van Leer Jerusalem Institute e Urim Publications. ISBN 9789657108369. pp. 140–146.
- "The Palestinians of Israel: An Interview with Azmi Bishara" in The New Intifada: Resisting Israel's Apartheid, ed.: Roane Carey; introdução de Noam Chomsky, London; New York: Verso, 2001; ISBN 1-85984-377-8
- The Palestinian elections:an assessment. Harry S. Truman Research Institute for the Advancement of Peace, Universidade Hebraica de Jerusalém, 1997[18]
- Universal instincts; The West, served by Arab "moderates", is attempting to take the Arab world back to the Stone Age Arquivado em 2008-01-13 no Wayback Machine, 5 de outubro de 2006, Al-Ahram Weekly, edição 815
- Ministry of strategic threats; Avigdor Lieberman's arrival in the Israeli cabinet is symptomatic of the degradation of the country's political system Arquivado em 2008-01-15 no Wayback Machine, 1º de novembro de 2006, Al-Ahram Weekly, edição 818
- Realities of death; The value of life has little to do with the value accorded to death and the latter, is determined as much by who did the killing as by the identity of the victim Arquivado em 2008-02-19 no Wayback Machine, 16 de novembro de 2006, Al-Ahram Weekly, edição 820
- A selective memory Arquivado em 2008-02-14 no Wayback Machine, 24 de novembro de 2006, Al-Ahram Weekly, edição  821
- Strong in spite of themselves; Now is the time for America's Arab allies to whisper advice to Washington, thanks to the resistance in Lebanon, Iraq and Palestine Arquivado em 2008-02-14 no Wayback Machine, 8 de dezembro de 2006, Al-Ahram Weekly, edição  823[19] as expected; Israel is demanding the absurd, but the illusion is shattered if Arab states understand that the game of axis politics is not in their interest], 22 de março de 2007, Al-Ahram Weekly, edição 837
- Initiative versus principle; If Israel rejects the best Arab position, perhaps the Arabs should revert to maximal demands and ask Israel to propose a plan Arquivado em 2007-11-19 no Wayback Machine, 29 de março de 2007, Al-Ahram Weekly
- Shattered illusions Arquivado em 2008-03-15 no Wayback Machine, 19 de abril de 2007, Al-Ahram Weekly, edição  841
- Why Israel is After Me, 3 de maio de 2007, Los Angeles Times
- Israeli games again, 30 de agosto de 2007, Al-Ahram Weekly, edição  860
- Ignorant thieves Arquivado em 2008-02-16 no Wayback Machine, 6 de setembro de 2007, Al-Ahram Weekly, edição  861
- Headlong to more of the same Arquivado em 2008-02-14 no Wayback Machine, 18 de outubro de 2007, Al-Ahram Weekly, edição 867
- US war insanity Arquivado em 2008-02-16 no Wayback Machine, 8 de novembro de 2007, Al-Ahram Weekly, edição  870
- Madrid redux; Bush's peace meeting is nothing but an empty orgy of rhetoric, 29 de novembro de 2007, Al-Ahram Weekly, edição  873

Em alemão
- Alles ändert sich die ganze Zeit: Soziale Bewegung(en) im "Nahen Osten". Jörg Später (Hrsg.), mit Beiträgen von Azmi Bishara et al., Freiburg (Breisgau): Informationszentrum Dritte Welt, 1994[18]
- Götz Nordbruch Red. & Rainer-Zimmer-Winkel Hg., John Bunzl & Moshe Zuckermann u.a., Beiträge: Die Araber und die Shoa. Über die Schwierigkeit dieser Konjunktion. darin von Azmi Bishara, Beitrag gleichlautend mit dem Gesamttitel, S. 9 – 33 Vortrag im WS 1992/93 an der Universität Innsbruck, von der Red. leicht überarb. & in den Fußnoten ergänzt. ISSN 0935-8684 ISBN 3-932528-37-9 ISBN 3865751016 (Auch in: Der Umgang mit dem Holocaust. Europa, USA, Israel. Hg. Rolf Steininger. Böhlau, Wien 1994 Reihe: Schriften des Instituts für Zeitgeschichte der Universität Innsbruck und des Jüdischen Museums Hohenems Bd. 1 ISBN 3-205-98173-1)
- Die Jerusalem Frage: Israelis und Palaestinenser im Gespräch. Teddy Kollek, Hanan Ashrawi, Amos Oz, Faisal Husseini, Ehud Olmert, Albert Aghazarian, Shulamit Aloni, Nazmi al-Jubeh, Meron Benvenisti, Ikrima Sabri, Michel Sabbah/Uri Avnery, Azmi Bishara (Hg.), Heidelberg: Palmyra, c. 1996[20]